# Misværfjorden
Misværfjorden er en fjordarm af Skjerstadfjorden i Bodø kommune i Nordland fylke i Norge. Fjorden har indløb mellem Ljønes i vest og bygden Skjerstad i øst og går  15 kilometer mod syd  til Misvær i bunden af fjorden.
Lidt inde i fjorden ligger bebyggelserne Hoset på vestsiden og Støvset på østsiden. Mellem disse ligger Store Sandøya og fra Støvset går der bro over til øen og dæmning videre til Hoset. Broen er en del af fylkesvej 554. Længere inde  i fjorden ligger bebyggelserne Bu, Oldereid og Enget på vestsiden af fjorden. Ved Enget ligger Oldereid kraftstation. På østsiden ligger bebyggelsen Espenes. Inderst i fjorden ligger landsbyen Misvær. 
Riksvej 812 går langs næsten hele vestsiden af fjorden. På østsiden er der mindre veje, yderst i fjorden fylkesvej 554  og inderst fylkesvej 552.